# Олијан (Мисури)
Олијан (енгл. Olean) град је у америчкој савезној држави Мисури.

## Демографија
По попису из 2010. године број становника је 128, што је 29 (-18,5%) становника мање него 2000. године.
| Група             | 2000.       | 2010.       |
| Белци             | 153 (97,5%) | 116 (90,6%) |
| Афроамериканци    | 0 (0,0%)    | 7 (5,5%)    |
| Азијати           | 0 (0,0%)    | 0 (0,0%)    |
| Хиспаноамериканци | 0 (0,0%)    | 4 (3,1%)    |
| Укупно            | 157         | 128         |